# Toulgoetia
Toulgoetia là một chi bướm đêm thuộc họ Geometridae.